# Benjamin Moukandjo
Benjamin Moukandjo Bilé (Douala, 1988. november 12. –) kameruni válogatott labdarúgó, jelenleg a Valenciennes játékosa. Posztját tekintve csatár.

## Sikerei, díjai
- Kamerun
  - Afrikai nemzetek kupája: 2017